# 岸和田サービスエリア
岸和田サービスエリア（きしわだサービスエリア）は、大阪府岸和田市の阪和自動車道上にあるサービスエリアである。2000年代前半までは、スナックコーナーや売店の24時間営業施設は、岸和田サービスエリアのみであった。

## 道路
- E26 阪和自動車道

## 施設

### ウェルカムゲート
当サービスエリアには上下線にウェルカムゲートを有しており、大阪府道40号岸和田牛滝山貝塚線から徒歩または車両で出入りできる。

### 上り線（大阪市内・奈良方面）
2022年（令和4年）4月5日にレストランコーナーがリニューアルオープンした。
- 駐車場
  - 大型 - 41台
  - 小型 - 131台
- トイレ
  - 男性 - 大6（和式1・洋式5）・小12
  - 女性 - 27（和式5・洋式22）
  - 同伴の男児用 - 1
  - 車椅子用 - 1
- ガソリンスタンド（ENEOS （(株)ENEOSウイング）、24時間）
- レストラン (Cafe&RestaUrant 芭炎蕾(ばからい)泉南オートグリル（旧だんじり庵）、11:00 - 21:00 ラストオーダー20:30）
- スナック（泉南オートグリル、24時間）
- ショッピング（泉南オートグリル、24時間）
- ベーカリー（芭炎蕾(ばからい) 7:00 - 20:00）
- 自動販売機
- 携帯電話充電器（24時間）
- インフォメーション・FAXサービス（平日 9:00 - 18:00、土曜・日曜・祝日 9:00 - 19:00）
- 郵便ポスト（岸和田郵便局）
- ハイウェイ情報ターミナル
- 給電スタンド[1]
- ウェルカムゲート（24時間、駐車場5台）

### 下り線（和歌山・白浜方面）
2022年（令和4年）8月10日に店舗がグランドオープンした。
- 駐車場
  - 大型 - 41台
  - 小型 - 131台
- トイレ
  - 男性 - 大6（和式1・洋式5）・小12
  - 女性 - 27（和式5・洋式22）
  - 同伴の男児用 - 1
  - 車椅子用 - 1
- ガソリンスタンド（出光興産（西日本宇佐美）、24時間）
- スナック（朝日エアポートサービス、24時間）
- ショッピング（朝日エアポートサービス、24時間）
- テイクアウト（9:00 - 17:00）
- 自動販売機
- 携帯電話充電器（24時間）
- インフォメーション・FAXサービス（平日 8:00 - 17:00、土曜・日曜・祝日 7:00 - 17:00）
- 阪神タイガースミニショップ（平日 8:00 - 17:00、土曜・日曜・祝日 7:00 - 17:00）
- 郵便ポスト（岸和田郵便局）
- 給電スタンド[1]

レストラン・ショッピング店舗については、1990年3月29日の開業時から近鉄グループによる運営が続いていた。2010年9月1日に運営会社の近鉄観光から親会社の近畿日本鉄道に継承、さらに2015年4月1日から近鉄リテーリング（近鉄の持株会社化による）が運営していたが2021年3月31日をもって撤退し、西宮名塩の東行きと同じ朝日エアポートに継承された。

## 隣
E26 阪和自動車道
(16) 岸和田和泉IC - 岸和田本線TB - 岸和田SA - (17)貝塚IC